# Trasquera
Trasquera est une commune italienne de la province du Verbano-Cusio-Ossola dans la région Piémont en Italie.

## Administration
| Période                                  | Période | Identité | Étiquette | Qualité |
| ---------------------------------------- | ------- | -------- | --------- | ------- |
|                                          |         |          |           |         |
| Les données manquantes sont à compléter. |         |          |           |         |

Iselle, Ponte Boldrini, Bugliaga, Comero, Fraccia, Chiezzo

### Communes limitrophes
Bognanco, Crevoladossola, Domodossola, Varzo